# Rue Fourneyron
Pour les articles homonymes, voir Fourneyron.
La rue Fourneyron est une voie située à la limite du quartier des Épinettes et du quartier des Batignolles dans le 17e arrondissement de Paris, en France.

## Situation et accès
La rue Fourneyron est une voie publique située dans le 17e arrondissement de Paris. Elle débute au 43, rue des Moines et se termine au 28, rue Brochant.
Elle est située dans le quartier où ont été groupés des noms de savants.

## Origine du nom

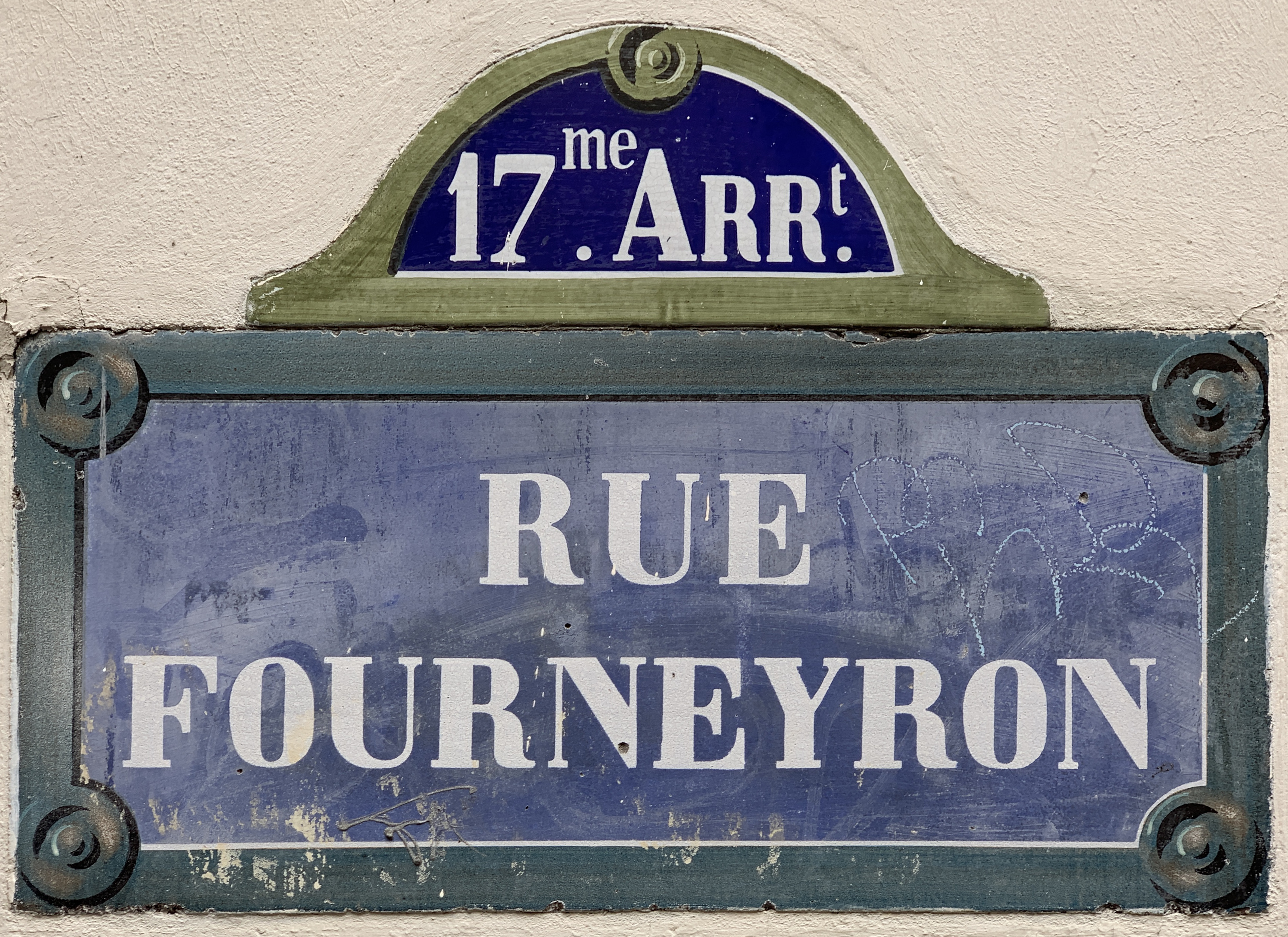
Plaque de la rue.

Elle porte le nom de Benoît Fourneyron (1802-1867), un ingénieur de la 1re promotion de l'école des mineurs de Saint-Étienne, industriel et inventeur de la turbine hydraulique et de la conduite forcée.

## Historique
La voie est ouverte en 1865 par la Ville de Paris pour l'isolement du marché des Batignolles et prend sa dénomination par décret du 10 août 1868 :
Décret du 10 août 1868
« Napoléon, etc., 

sur le rapport de notre ministre secrétaire d’État au département de l'Intérieur,
vu l'ordonnance du 10 juillet 1816 ;
vu les propositions de M. le préfet de la Seine ;
avons décrété et décrétons ce qui suit :
Article 13. — 
- La voie latérale au marché des Batignolles, entre les rues des Moines et Brochant, recevra le nom de rue Fourneyron ;
- la rue de la Paix recevra le nom de rue La Condamine ;
- et la rue Moncey, ainsi que la voie ouverte en prolongement de cette rue, celui de rue Dautancourt ;

etc.
Article 17. — Notre ministre secrétaire d'État au département de l'Intérieur est chargé de l'exécution du présent décret.
Fait au palais de Fontainebleau, le 10 août 1868. »